# Altifalante Leslie

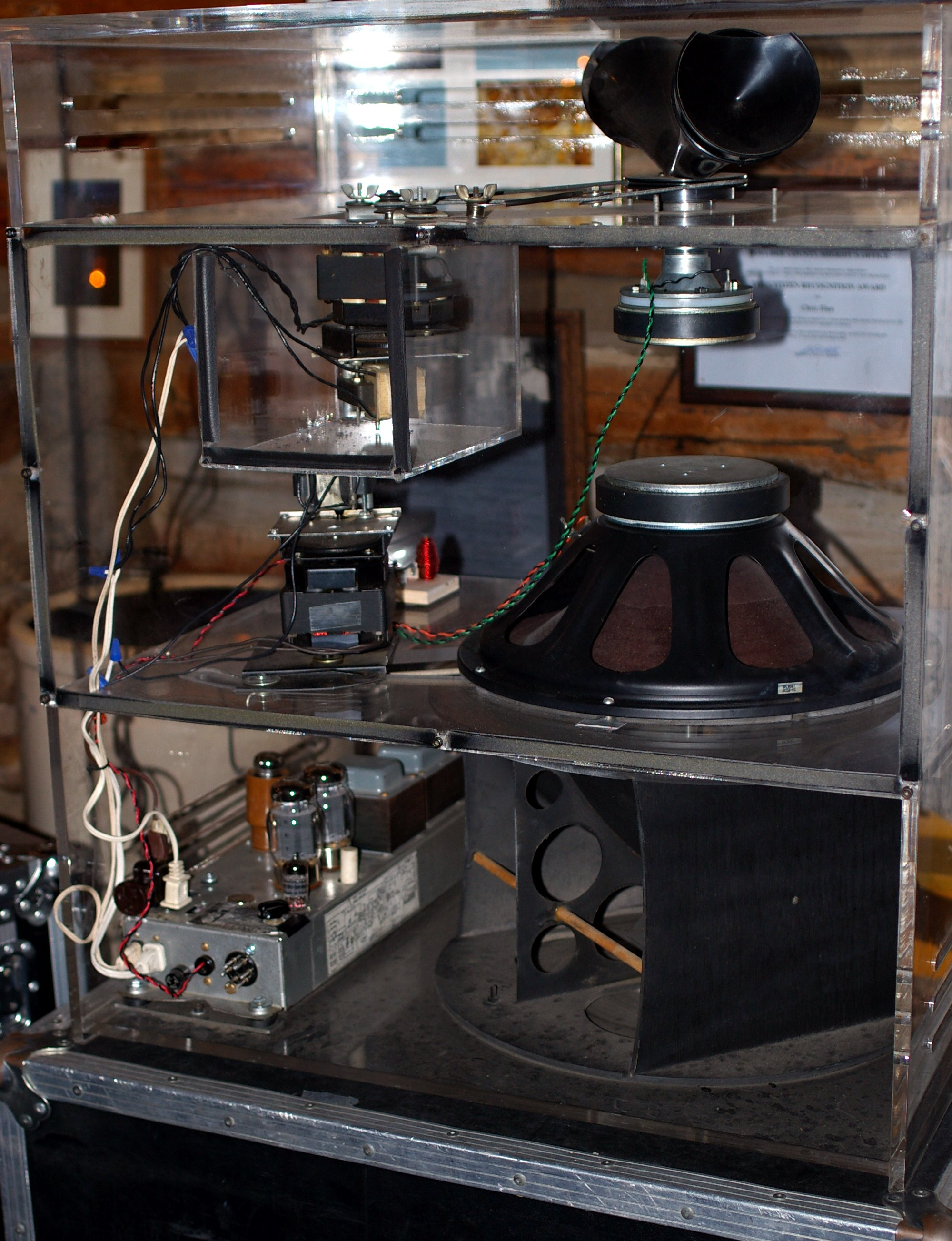
Um Leslie speaker.

Alto-falante Leslie (em inglês,  Leslie speaker) é um equipamento de produção musical que reúne elementos de amplificador e alto-falante de duas vias. Projetando sinal por meios elétrico ou eletrônico, ele modifica o som através da rotação dos alto-falantes. É um item comumente associado ao órgão Hammond como combinação em estúdios de música. Um típico alto-falante Leslie contém, além do amplificador, canais de graves e agudos. Um músico pode controlar um Leslie por interruptores externos ou um pedal, que alterna entre grandes e baixas velocidades, conhecidas como "chorus" e "tremolo". É notório por ter sido de extensivo uso durante as décadas de 1960 e 1970, por artistas e grupos musicais como Deep Purple, The Beatles, The Beach Boys, Eric Clapton e Pink Floyd.